# St. Erasmus (Altastenberg)

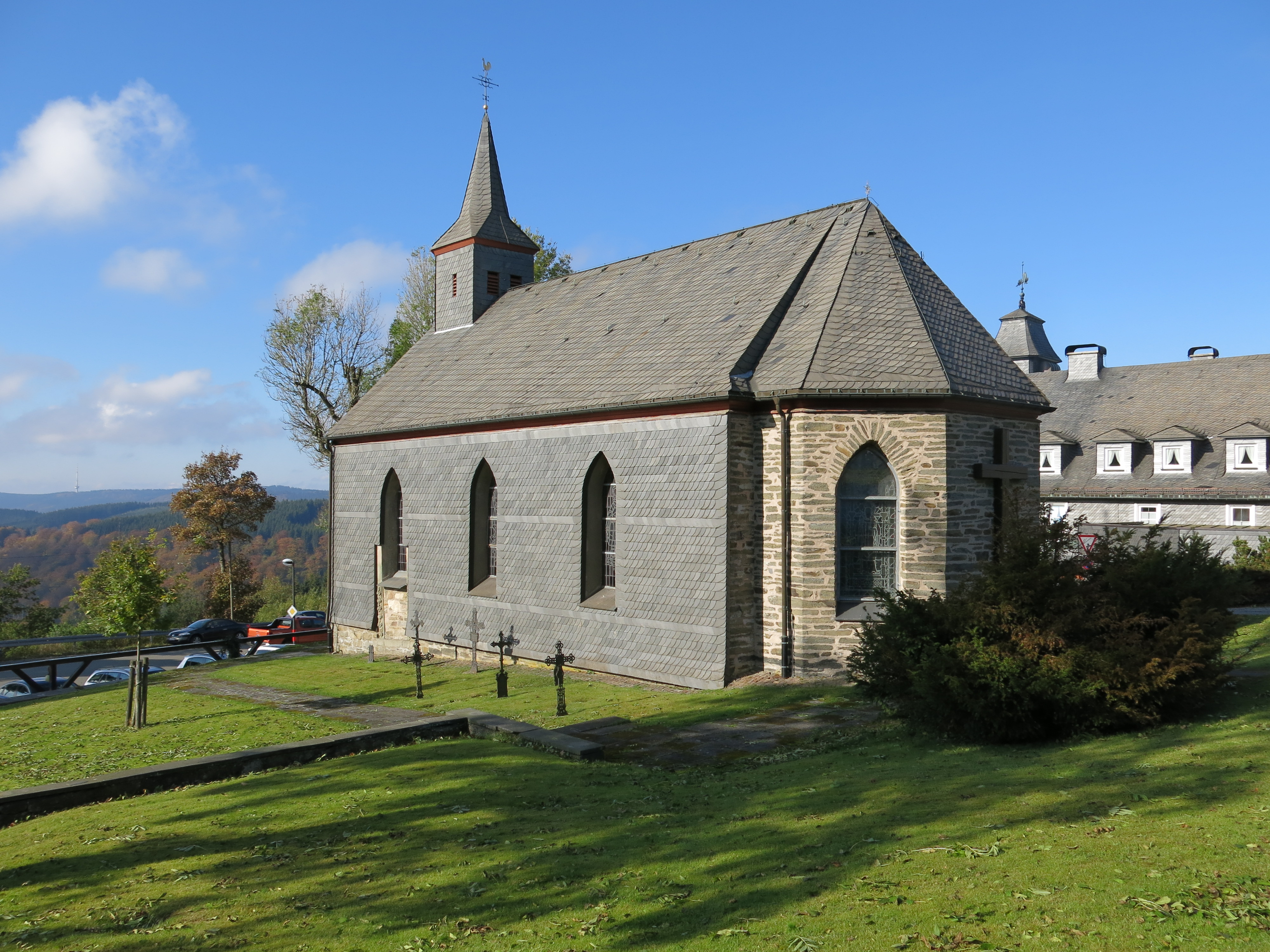
St. Erasmus

Die römisch-katholische Pfarrkirche St. Erasmus ist ein denkmalgeschütztes Kirchengebäude in Altastenberg, einem Stadtteil von Winterberg im Hochsauerlandkreis in Nordrhein-Westfalen.

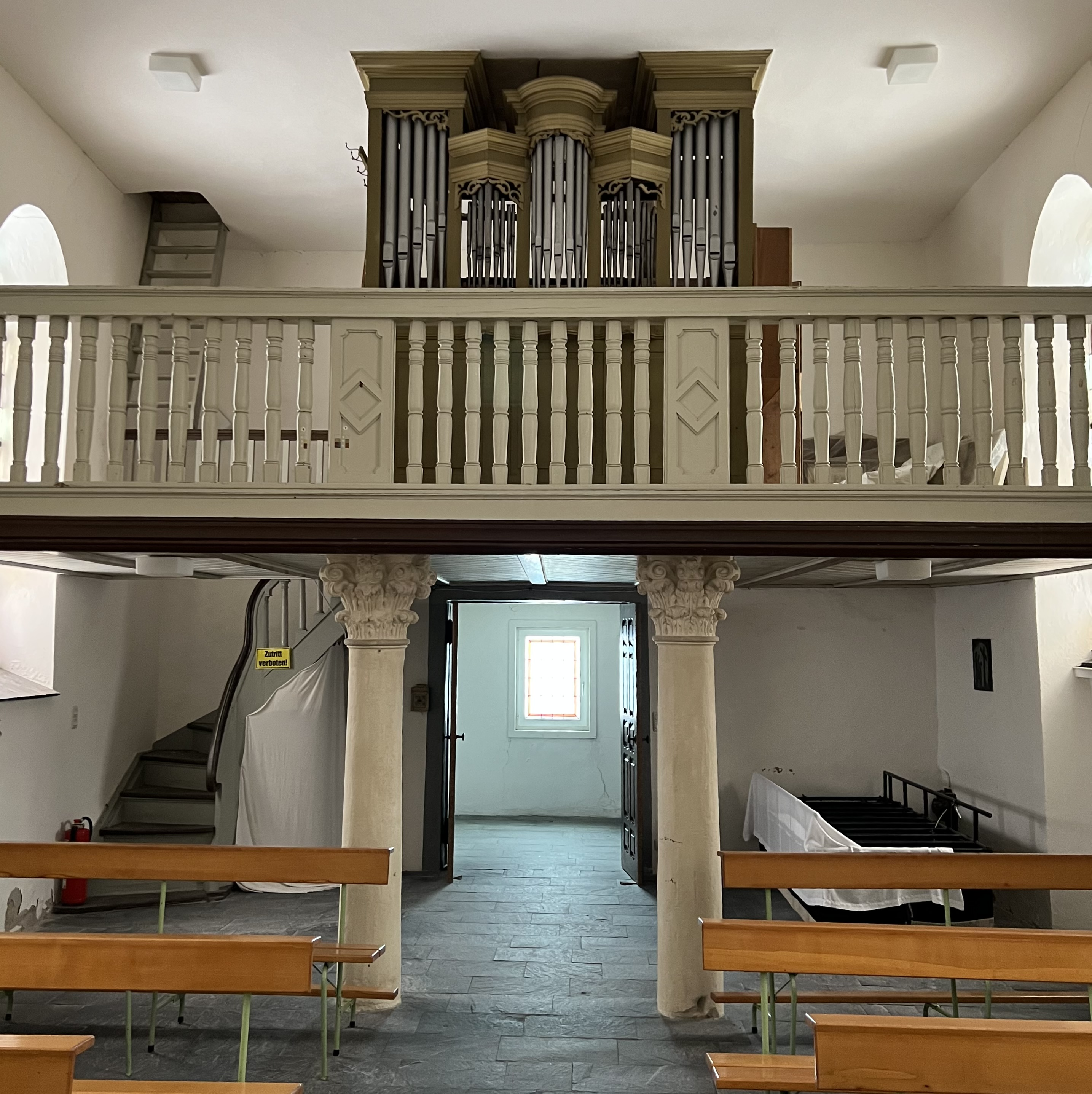
Sandsteinsäulen und Orgelempore

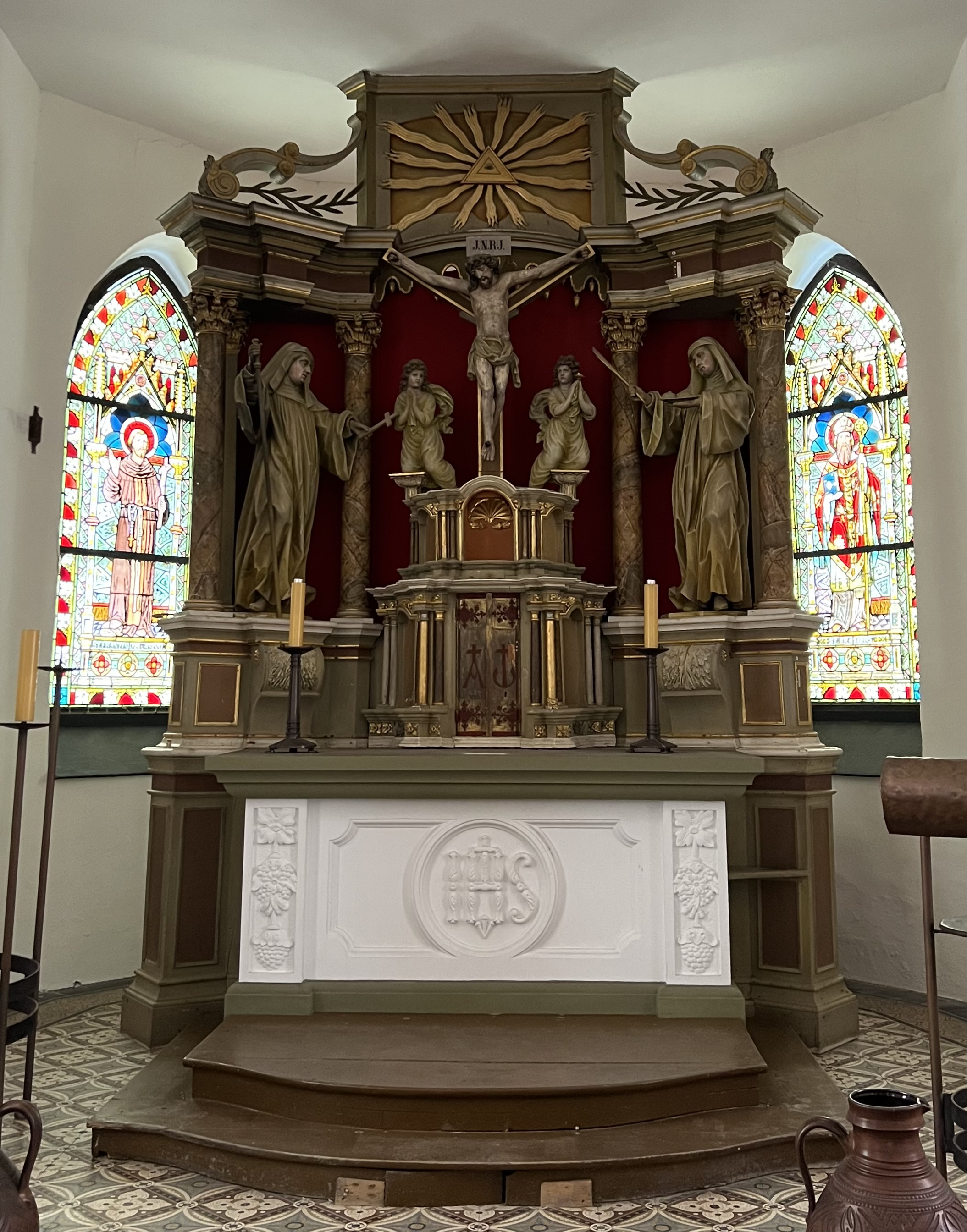
Ostchor mit Barockaltar

## Beschreibung und Ausstattung
Eine Vorläuferkapelle wurde 1724 erbaut. Die kleine Saalkirche mit drei Fensterachsen wurde von 1823 bis 1826 aus Bruchstein errichtet, sie hat einen Dachreiter. Unter dem Dachreiter befindet sich ein Windfang  Teilweise ist sie verschiefert. Eine Erweiterung wurde 1913 vorgenommen. Der Chor wurde innen mit abgeschrägten Ecken gemauert. Die Holzbalkendecke wurde verputzt, die Fußböden sind mit heimischen Schieferplatten belegt. Das Dach, der Dachreiter und die Fensterbänke wurden verschiefert. Die Orgelempore ruht auf zwei Sandsteinsäulen mit Kompositkapitellen.  
Unter Verwendung von barocken Architekturteilen und Figuren verschiedener Herkunft wurde die Ausstattung zusammengestellt. Der barocke Altar wurde aus älteren Teilen zusammengefügt. Rechts und links stehen in Nischen die Figuren der Hl. Theresia und Agatha.  Unter dem Kruzifix in der Mitte schweben zwei gotische Engel, wohl aus dem 16. Jahrhundert.
Das Gebäude wurde zur Friedhofskapelle, nachdem in den Jahren 1969 bis 1972 ein Neubau der Pfarrkirche errichtet wurde, der wiederum 1985 renoviert wurde.

## Vortragekreuz
Ein Vortragekreuz aus dem 12. Jahrhundert war früher Teil der Kirchenausstattung, es wird heute im Diözesanmuseum  Paderborn ausgestellt. Es wurde aus vergoldetem Silber hergestellt. Das Kreuz ist 273 × 378 mm groß. An den vier Enden sind Fassungen für große Edelsteine, die nicht mehr vorhanden sind, sie wurden teilweise durch Eichenholzfüllungen ersetzt. Die Arme des 130 × 147 mm großen Korpus sind abgebrochen. Der Bronzeguss wurde an den Haaren und am Lendentuch ziseliert. Die auf einer Konsole nebeneinander stehenden Füße sind nicht genagelt. Über dem Christuskopf wurde eine Inschrift graviert: IeH . XPC . REX IV DEOR. Auf der Rückseite befinden sich in vier Kreisen die Gravierungen von vier Brustbilden von Frauen mit kantigen Kronen sowie in einem fünften Kreis das Lamm Gottes.